# In flagrante delicto

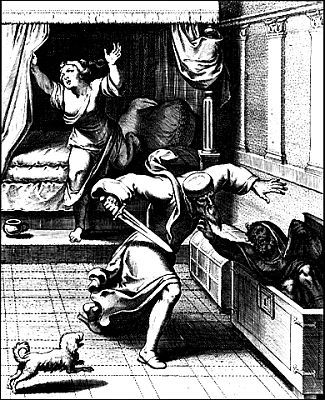
Animi servitus d'Otto van Veen, Anvers, 1607

In flagrante delicto (llatí: 'en flagrant delicte'), o senzillament in flagrante, és un terme legal que indica que un delinqüent ha estat pres en l'acte de cometre el delicte. En català, és comú l'ús de l'expressió in fraganti, derivada de l'original llatina.
La frase combina el participi present actiu flagrāns (ardent o flamejant) amb el substantiu dēlictum (delicte). La preposició in funciona com ablatiu, i no indica moviment. "Flagrant" s'usa en un sentit metafòric per indicar una acció clarament visible, evident.
No fou fins a l'any 2002 que s'introduí l'article 795.1.1a a la Llei d'Enjudiciament Criminal espanyola que per primera vegada efectuava una definició legal del delicte flagrant. En aquest precepte, que regula l'àmbit d'alguns delictes que poden ser enjudiciats conforme un procediment urgent, es defineix el delicte flagrant com el que:
- S'està cometent o s'acaba tot just de cometre quan el delinqüent és sorprès.
- S'acaba de cometre i el delinqüent és perseguit immediatament i detingut sense que en cap moment s'hagi posat fora de l'abast dels seus perseguidors.
- Quan el delinqüent és sorprès amb efectes, instruments o vestigis relacionats amb el delicte que s'acaba de cometre de forma tal que sigui presumible que ha participat en la seva comissió.

A part del significat legal, el terme llatí també s'utilitza sovint com a eufemisme col·loquial de quan algú és enxampat enmig de l'acte sexual.
En molts països de l'Amèrica Llatina, ser enxampat in flagrante és un requisit legal comú tant per a la detenció com per la cerca i captura. Evidentment, ser enxampat in flagrante fa que les condemnes siguin més fàcils d'obtenir; en algunes jurisdiccions en què la policia no és experta en la investigació i en què l'ús de les ciències forenses no és habitual; en aquests casos pot ser difícil obtenir una condemna de cap altra forma. Ocasionalment, els governs que tenen aquests requisits constitucionals han estat acusats d'haver ampliat el significat del terme in flagrante per tal de realitzar detencions il·legals. Al Brasil, un membre del Congrés Nacional del Brasil no pot ser detingut a no ser que sigui enganxat in flagrante delicto en un crim sense fiança, i la detenció del congressista seguirà en funció del que decideixin els seus companys parlamentaris.
La comissió d'un delicte flagrant constitueix en ocasions una excepció a la immunitat front la detenció de la que gaudeixen alguns representants polítics. Així, l'article 57.1 de l'Estatut d'Autonomia de Catalunya reconeix la immunitat front qualsevol detenció dels membres del Parlament de Catalunya excepte pel cas de delicte flagrant.